# هوندا سي بي تويستر
هوندا سي بي تويستر(بالإنجليزية: Honda CB Twister)‏ هي دراجة نارية من تصنيع هوندا.